# José Juan Piquer y Jover
José Juan Piquer y Jover (Barcelona, 1911-Vallbona de les Monges, 1985) fue un pedagogo e historiador español.

## Biografía
Nacido el 28 de mayo de 1911 en Barcelona, colaboró con publicaciones periódicas como Pro Infancia y Juventud, Segarra, Aires de la Conca, Correo Josefino,  La Veu de Tarragona, Revista de la Escuela de Estudios Penitenciarios, Revista de la Obra de Protección de Menores, Revista Española de Pedagogía, Bordón, Boletín de Actividades, Perspectivas Pedagógicas, Boletín de Vida Religiosa, Revue internationale de l’Enfance, Miscellanea Populetana, Studia Monastica, Analecta sacra Tarraconensis, Santes  Creus, Boletín Arqueológico, Quaderns  d’Història  tarraconense, y Boletín  de  la  Real  Academia  de  Buenas  Letras  de  Barcelona, entre otras, además de ser autor de una guía histórico-descriptiva del monasterio de Santa María de Vallbona. Fallecido el 23 de noviembre de 1985 en la localidad leridana de Vallbona de les Monges, estuvo casado con Carlota Pomés.